# Coccotrypes carpophagus
Coccotrypes carpophagus é uma espécie de insetos coleópteros polífagos pertencente à família Curculionidae.
A autoridade científica da espécie é Hornung, tendo sido descrita no ano de 1842.
Trata-se de uma espécie presente no território português.